# Renault 16
Renault 16 eller kort R16 var en stor mellemklassebil fra Renault, som mellem januar 1965 og januar 1980 blev bygget i ca. 1.850.000 eksemplarer.

## Opståelseshistorie
I 1961 iværksatte lederen af Renault, Pierre Dreyfus, udviklingen af en ny familievenlig bil. Gaston Juchet tegnede R16, og resultatet blev en blanding mellem en sedan og en stationcar.
Fra den 2. december 1964 blev førseriebilerne bygget, og i januar 1965 begyndte serieproduktionen. Modellen var den første store mellemklassebil med hatchbackkarrosseri og blev bygget på en ny fabrik i Sandouville ved Le Havre. Byggemåden med frontmotor og forhjulstræk i forbindelse med et hatchbackkarrosseri blev senere standard i den lille mellemklasse. Men også i den store mellemklasse og den øvre mellemklasse findes der eksempler som Volkswagen Passat og Audi 100.
I slutningen af 1965  blev R16 valgt til Årets Bil i Europa.
Motoren var monteret på langs bag forakslen med gearkassen foran motoren. (som i Cord L29 (1929), Citroen Traction Avant siden 1934, Citroen ID/DS og den mindre Renault 4). Gearkassen blev betjent med et ratgear.
I oktober 1970 gennemgik R16 et facelift: alle modeller fik større baglygter.
Fra efteråret 1973 fandtes R16 i en TX-udgave med 93 hk, som udefra adskilte sig fra de andre modelversioner ved dobbelte forlygter.
I september 1974 blev kølergrillen af aluminium afløst af en af plastik ved et nyt facelift. Kun R16 TX beholdt de forkromede lameller.
- Renault 16 (1970–1974)
- Renault 16 (1974–1980)
- Renault 16 TL Automatic (1976)

## Motorer
| Udstyr        | Effekt      | Slagvolumen | Topfart           | Maks. drejningsmoment      |
| ------------- | ----------- | ----------- | ----------------- | -------------------------- |
| R16           | 55 hk       | 1470 cm³    | 140 km/t          | 105 Nm ved 2800 omdr./min. |
| R16 L, TL, TA | 65 hk 67 hk | 1565 cm³    | 146 km/t 148 km/t | 127 Nm ved 3000 omdr./min. |
| R16 TS        | 83 hk 85 hk |             |                   |                            |

| 1565 cm³ | 165 km/t    | 120 Nm ved 3500 omdr./min. |          |                            |
| R16 TX   | 90 hk 93 hk | 1647 cm³                   | 170 km/t | 129 Nm ved 4000 omdr./min. |

Motoren i R16 var den første Renault-motor, som var lavet komplet af aluminium. Den gjorde i ændret form også tjeneste i Lotus Europa, Renault Alpine og i disses racerbiludgaver med effekt op til 172 hk.